# العودة (حبيل جبر)

تعديل مصدري - تعديل

العودة هي إحدى قرى عزلة حبيل جبر بمديرية حبيل جبر التابعة لمحافظة لحج، بلغ تعداد سكانها 79 نسمة حسب تعداد اليمن لعام 2004.